# Ajkai kistérség

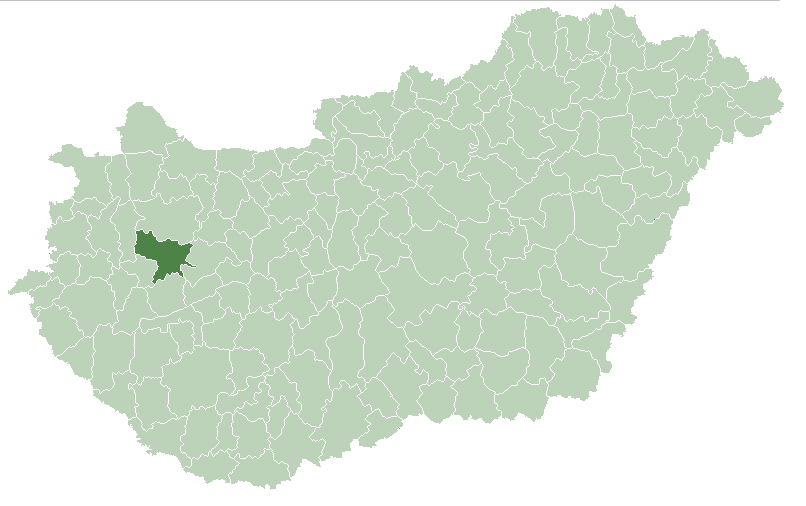
Az Ajkai kistérség 2010. december 31-ig

Az Ajkai kistérség Veszprém megyében volt található 2014-es megszűnéséig, Ajka központtal. 2011. január 1-jén addigi településeinek nagy része az újonnan alakult Devecseri kistérséghez került, a megmaradt 12 település területe 355,76 km², népessége pedig 40 643 fő volt 2010. január 1-jén. A települések közül egy város (Ajka) és tizenegy község.

## Települései
Adatok a KSH 2010. évi helységnévkönyve szerint, 2010. január 1.
| Település     | Népesség | Terület (km²) |
| ------------- | -------- | ------------- |
| Ajka          | 29 419   | 95,05         |
| Bakonypölöske | 379      | 11,04         |
| Csehbánya     | 277      | 12,83         |
| Halimba       | 1096     | 12,62         |
| Kislőd        | 1211     | 38,18         |
| Magyarpolány  | 1146     | 26,97         |
| Noszlop       | 1029     | 34,06         |
| Nyirád        | 1942     | 61,36         |
| Öcs           | 205      | 13,70         |
| Szőc          | 434      | 7,55          |
| Úrkút         | 2100     | 20,13         |
| Városlőd      | 1405     | 22,27         |

## Története
A régi Devecseri járás székhelye 1971-ben került át a mesterségesen felfejlesztett, iparosított Ajkára, és ezzel neve is ajkaira változott. 1984-ben, a járási rendszer megszüntetése kapcsán ennek helyén alakult az Ajkai városkörnyék, majd a kistérségi rendszer létrehozásakor, 1994-ben az Ajkai kistérség. A 2010. évi CXLIX. törvény alapján 2011. január 1-jével az Ajkai kistérségből kivált 27 település, létrehozva az új Devecseri kistérséget, melyhez a kistérség településeinek nagyobb, lakosságának azonban csak kisebb része került. 2013. január 1-jével, a kistérségi rendszer megszűnésével és a járási rendszer visszaállításával az Ajkai kistérség megszűnt, szerepét az újra megalakított Ajkai járás vette át, azzal a különbséggel, hogy – mivel a Devecseri kistérséghez tartozó települések különállása is megmaradt Devecseri járás néven – Noszlop község oda került át.